# Flughafen Palma de Mallorca

i8
i11
i13
Der Flughafen Palma de Mallorca (katalanisch Aeroport de Son Sant Joan, spanisch Aeropuerto de Son San Juan, IATA-Code: PMI, ICAO-Code: LEPA / LESJ) auf der Insel Mallorca ist einer von drei internationalen Verkehrsflughäfen der Balearischen Inseln neben denen der Nachbarinseln Ibiza und Menorca. Nach einem umfangreichen Ausbau wurde der Flughafen Palma de Mallorca im Juli 1960 zum Verkehrsflughafen der Insel. Er löste in dieser Funktion den Flugplatz Son Bonet ab, der 6 Kilometer nordnordwestlich liegt und bis dahin ebenfalls als Flughafen betrieben wurde.
Der Flughafen wird als Base Aérea de Son San Juan auch von der spanischen Luftwaffe genutzt. Er liegt acht Kilometer östlich der Inselhauptstadt Palma und ist nach Madrid-Barajas und Barcelona-El Prat drittgrößter Flughafen Spaniens.

## Militärische Nutzung
Als Militärflugplatz ist der Flughafen Standort des Ala 49 (spanisch Flügel, ein Geschwader) mit der Escuadrón 801, die leichte Transportflugzeuge und Super Puma sowie seit 2024 zusätzlich S-76C SAR-Helikopter betreibt.

## Zivile Nutzung
Die Gesamtgrundfläche des Flughafens beträgt 6,3 km². Die maximale Kapazität beträgt zurzeit 34 Millionen Fluggäste pro Jahr. Es können bis zu 18.000 Fluggäste pro Stunde beziehungsweise 400.000 pro Tag abgefertigt werden.
Die Grundfläche der Terminals beträgt 250.733 m². Es stehen 96 Parkpositionen mit 70.000 m² für Passagierflugzeuge zur Verfügung. Davon sind 35 über Fluggastbrücken direkt mit dem Terminal verbunden. Im Terminal befinden sich 83 Flugsteige. Das Frachtzentrum hat eine Fläche von 6.000 m². 7.810 Parkplätze für Kraftfahrzeuge sind vorhanden.

## Terminals und Gates

Flughafendiagramm

Der Flughafen besteht aus einem Terminal, das in verschiedene Module gegliedert ist. Im Hauptgebäude befinden sich die Gepäckausgabe, die Ankunftslobby, die Abfluglobby mit 205 Schaltern für die Gepäckaufgabe, sowie die Passagierkontrollen und einige Geschäfte und Cafés. Die Gepäckausgabe ist in der untersten Etage untergebracht und verfügt über 16 Gepäckbänder, davon sind zwei für Nicht-EU-/Nicht-Schengen-Flüge reserviert.

### Modul A
Das Modul A befindet sich im Norden des Flughafens und wird vorzugsweise für Nicht-EU-/Nicht-Schengen-Flüge benutzt. Es verfügt über 25 Gates, davon 10 mit einer Fluggastbrücke. Es ist das einzige Modul mit Gates auf zwei Ebenen. Während der Wintersaison sind die A-Gates in der Regel geschlossen. Modul A ist auch das einzige Modul, bei dem ankommende und abfliegende Passagiere räumlich getrennt werden. Ankommende Passagiere werden über einen separaten Gang direkt in die Gepäckausgabe geleitet.

### Modul B
Das Modul B ist das kleinste von allen und befindet sich am nördlichen Ende des Hauptgebäudes. Hier werden nur kleine Flugzeuge abgefertigt, in der Regel fliegt Air Nostrum von diesem Modul ab. Das Modul beherbergt acht Gates, keines davon ist mit einer Fluggastbrücke ausgestattet. Es wird hauptsächlich für den Inselverkehr und Regionalverkehr genutzt.

### Modul C

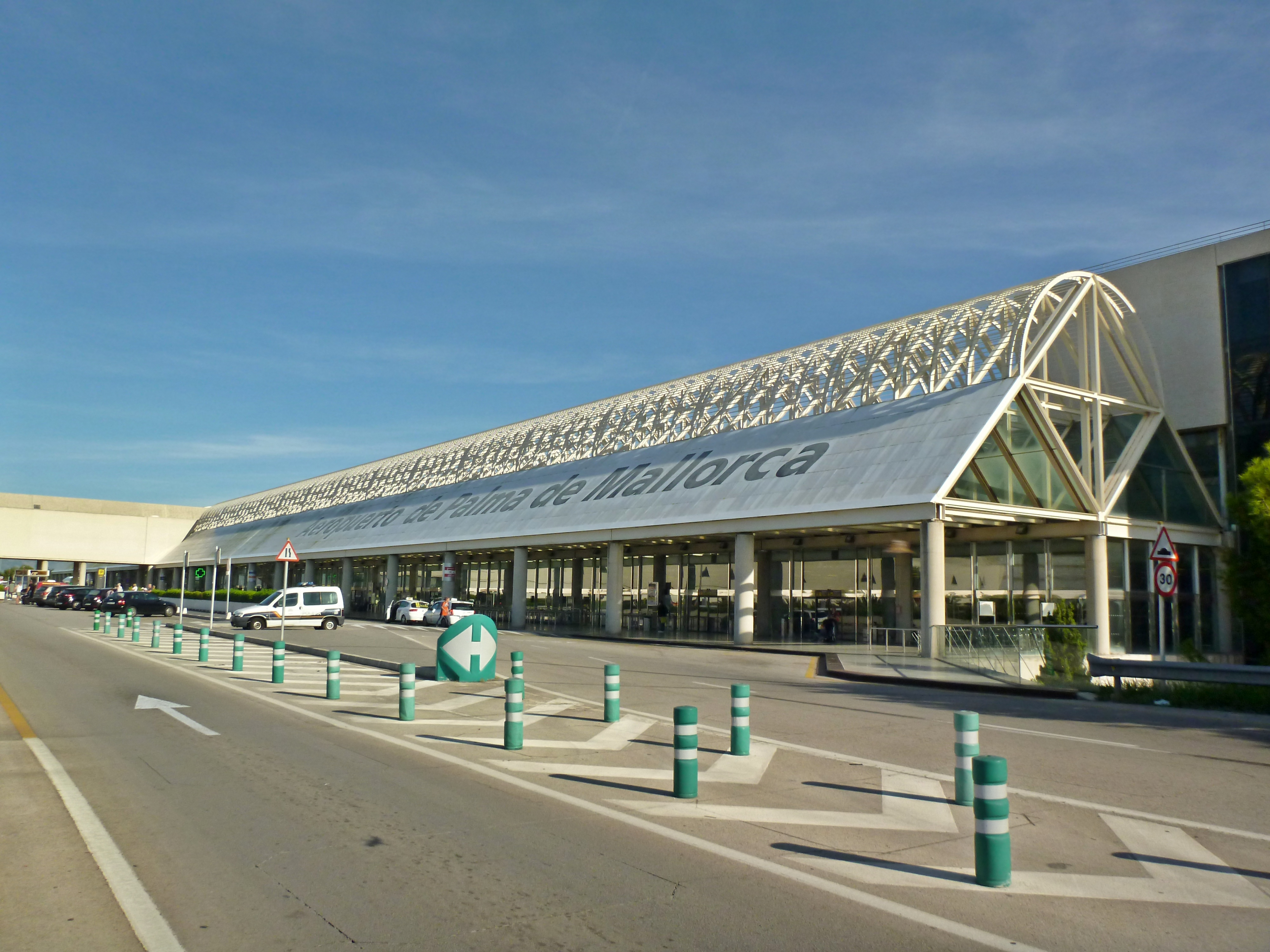
Außenansicht des Terminalgebäudes

Modul C ist das größte Modul des Flughafens mit 33 Gates und dient sämtlichen EU-Charter- und Linienflügen.

### Modul D
In diesem Modul werden nahezu alle Flüge von spanischen Fluggesellschaften abgefertigt (Iberia, Vueling, Air Europa), sowie viele Linienflüge anderer Airlines. Inzwischen sind aber auch die Billig-Fluggesellschaften wie Ryanair in dieses Modul umgezogen. 19 Gates stehen hier zur Verfügung, alle Gates mit einer ungeraden Nummer besitzen keine Fluggastbrücke und sind sogenannte Busgates.

## Fluggesellschaften und Ziele
Der Flughafen Palma de Mallorca wird von 59 Fluggesellschaften mit 132 verschiedenen Zielen in Afrika, Amerika und Europa verbunden. In Deutschland werden 24 Ziele angeflogen, daneben werden in Österreich sowie in der Schweiz jeweils sechs Ziele bedient.

## Verkehrszahlen
| Jahr | Fluggastaufkommen | Luftfracht (Tonnen) | Flugbewegungen |
| ---- | ----------------- | ------------------- | -------------- |
| 2024 | 33.298.164        | 6.756               | 243.200        |
| 2023 | 31.105.987        | 7.184               | 228.920        |
| 2022 | 28.573.364        | 7.592               | 220.690        |
| 2021 | 14.497.159        | 6.755               | 141.197        |
| 2020 | 6.108.514         | 6.733               | 76.852         |
| 2019 | 29.721.142        | 9.022               | 217.222        |
| 2018 | 29.081.446        | 10.018              | 220.332        |
| 2017 | 27.970.656        | 10.191              | 208.788        |
| 2016 | 26.254.110        | 10.453              | 197.640        |
| 2015 | 23.745.023        | 11.374              | 178.254        |
| 2014 | 23.115.622        | 11.463              | 172.630        |
| 2013 | 22.768.032        | 12.237              | 170.140        |
| 2012 | 22.666.858        | 13.712              | 173.966        |
| 2011 | 22.726.707        | 15.777              | 180.152        |
| 2010 | 21.117.417        | 17.292              | 174.635        |
| 2009 | 21.203.041        | 17.086              | 177.502        |
| 2008 | 22.832.857        | 21.396              | 193.379        |
| 2007 | 23.228.879        | 22.834              | 197.384        |
| 2006 | 22.408.427        | 22.444              | 190.304        |
| 2005 | 21.240.736        | 21.026              | 182.028        |
| 2004 | 20.416.083        | 20.408              | 177.859        |
| 2003 | 19.185.919        | 19.935              | 168.988        |
| 2002 | 17.832.558        | 20.413              | 160.329        |
| 2001 | 19.206.964        | 23.069              | 169.603        |
| 2000 | 19.424.243        | 25.157              | 176.997        |

## Zwischenfälle
Von 1960 bis Mai 2021 kam es am Flughafen Palma de Mallorca und in seiner näheren Umgebung zu acht Totalschäden von Flugzeugen. Dabei kamen zwölf Menschen ums Leben. Auszug:
- Am 2. Mai 1959 wurde eine Douglas DC-3/C-47A-1-DK der österreichischen Austria-Flugdienst (Luftfahrzeugkennzeichen OE-FDA) bald nach dem Start vom Flughafen Palma de Mallorca in einer Höhe von 3300 Fuß (1000 Metern) in den Berg Alfabia geflogen. Durch diesen CFIT (Controlled flight into terrain) wurden alle 5 Insassen getötet, drei Besatzungsmitglieder und 2 Passagiere.[11]

- Am 21. Juni 1964 kam es bei einer Douglas DC-3/C-47A-85-DL der spanischen TASSA (EC-AQH) nach dem Start vom Flughafen Palma de Mallorca zu Problemen mit dem linken Motor. Die Piloten kehrten um, mussten jedoch nach dem Ausfall beider Motoren 900 Meter vor der Küste notwassern. Die 28 Insassen überlebten bis auf einen Passagier.[12]

- Am 13. August 1980 wurde ein Learjet 35A der spanischen Spantax (EC-DFA) im Anflug auf den Flughafen Palma de Mallorca bei einem Sichtanflug 8 Kilometer nördlich davon in die Berge geflogen. Bei diesem CFIT (Controlled flight into terrain) wurden alle vier Insassen, je zwei Besatzungsmitglieder und Passagiere, getötet.[13]

- Am 6. Juni 1989 brach an einer Douglas DC-3/C-47B-25-DK der spanischen Aeromarket (EC-EIS) bei der Landung auf dem Flughafen Palma de Mallorca das rechte Hauptfahrwerk zusammen. Das Flugzeug schwenkte von der Landebahn herunter und wurde irreparabel beschädigt. Beide Piloten, die einzigen Insassen auf dem Frachtflug,  überlebten den Unfall.[14]

- Am 4. Januar 1991 geriet eine Douglas DC-3 der spanischen Aeromarket (EC-EQH) beim Start vom Flughafen Palma de Mallorca von der Startbahn ab. Dabei wurde das Flugzeug irreparabel beschädigt. Beide Piloten, die einzigen Insassen auf dem Frachtflug, überlebten den Unfall.[15]

- Am 2. März 1993 fiel an einer Douglas DC-3/C-47A-20-DL der spanischen ARM (vormals Aeromarket), betrieben für die ebenfalls spanische Tadair, (EC-FAH) unmittelbar nach dem Abheben vom Flughafen Palma de Mallorca das Triebwerk Nr. 1 (links) aus. Die Maschine stürzte ab. Beide Piloten, die einzigen Insassen auf dem Frachtflug, kamen ums Leben.[16]

## Bildergalerie

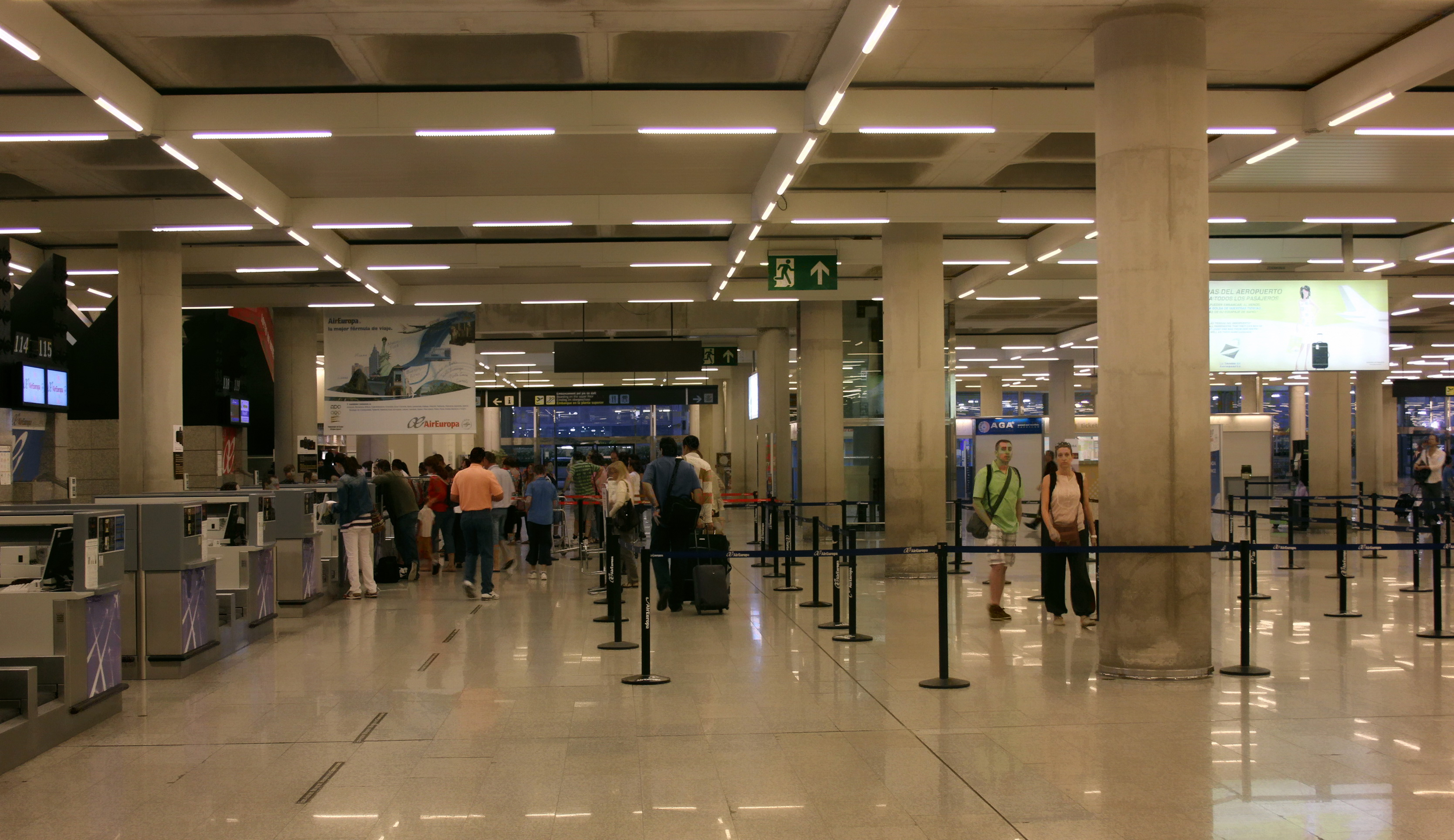
Bereich zum Einchecken der Passagiere
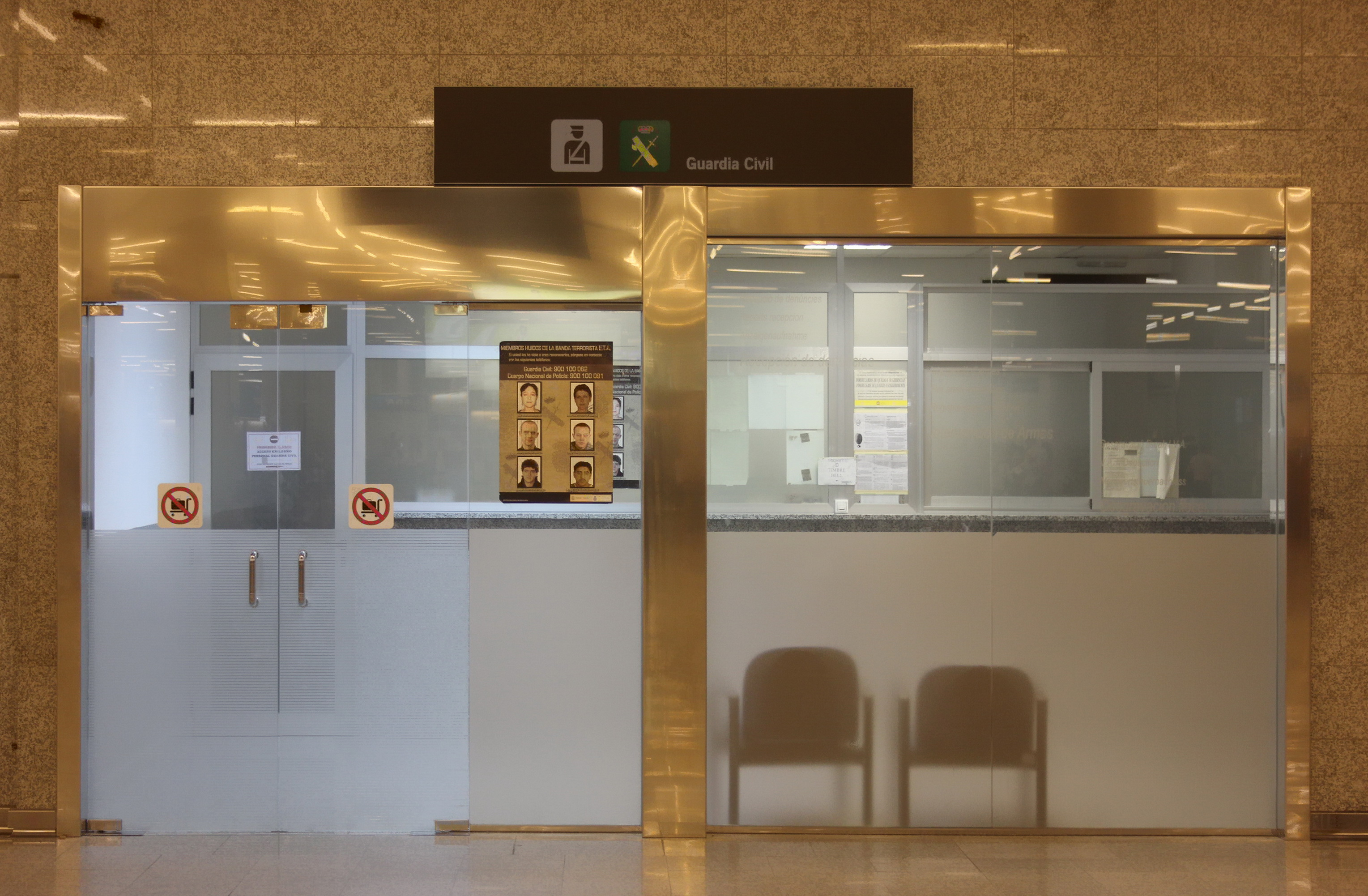
Station der Guardia Civil
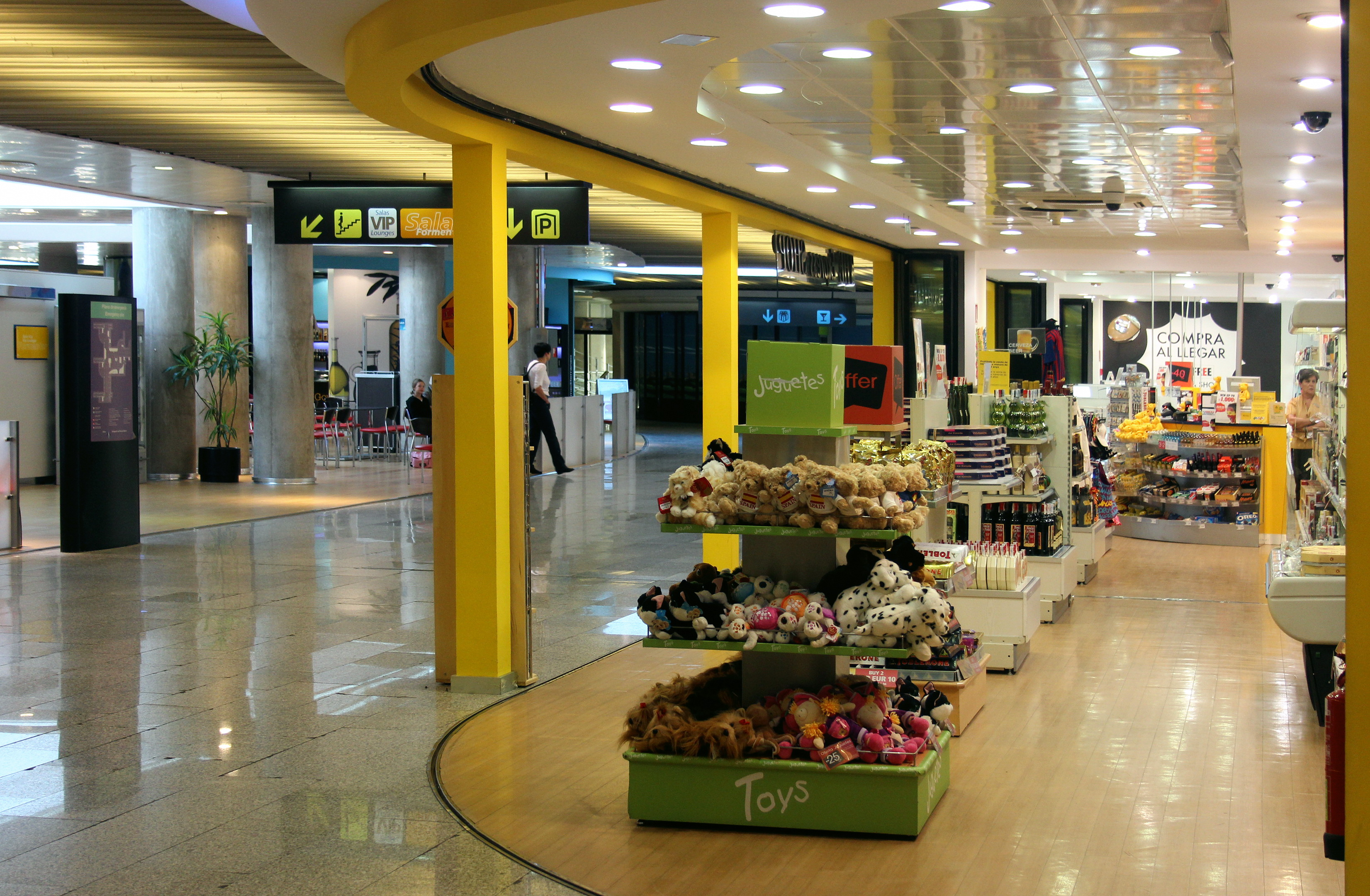
Duty Free Shop
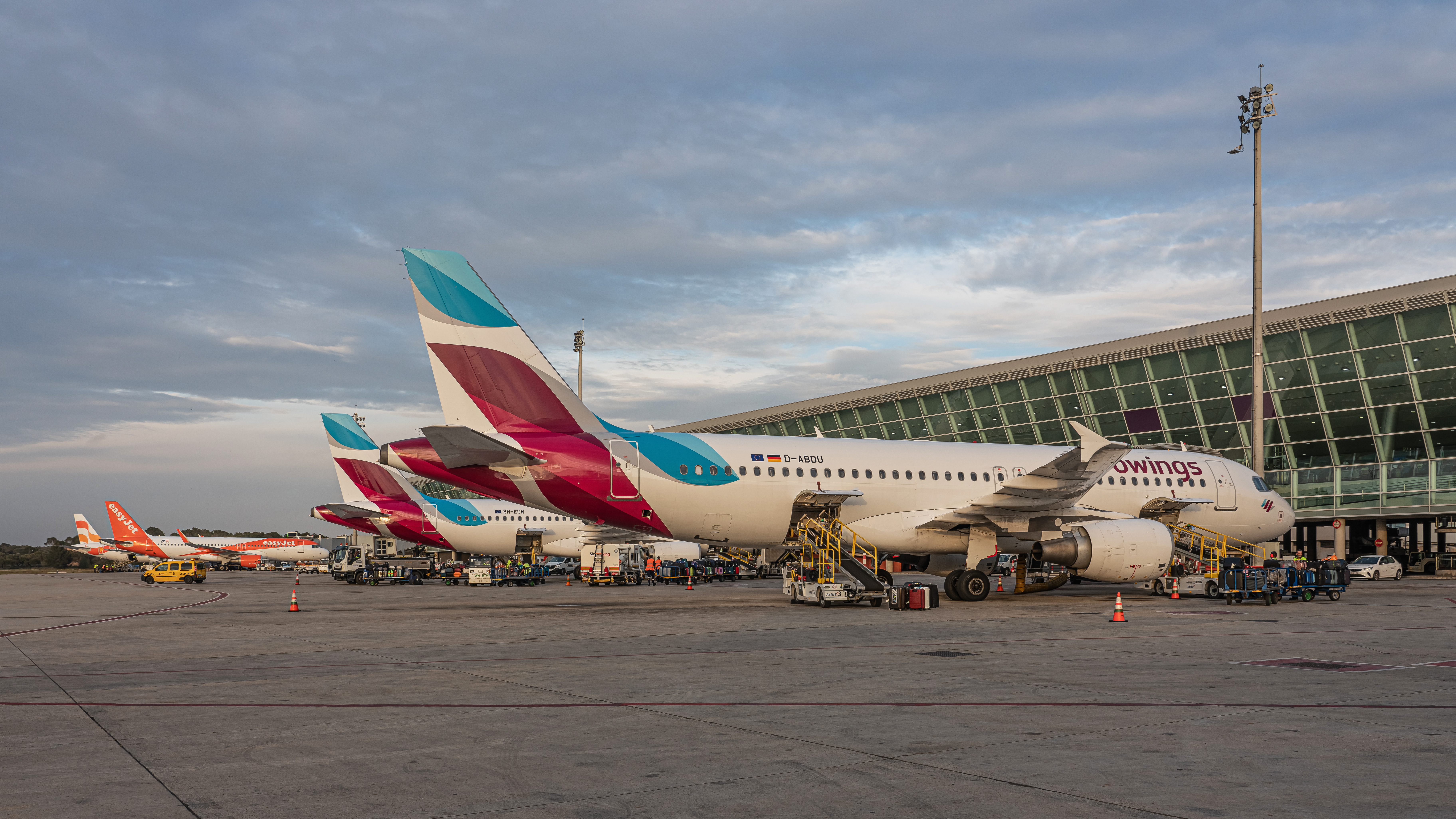
Parkende Maschinen
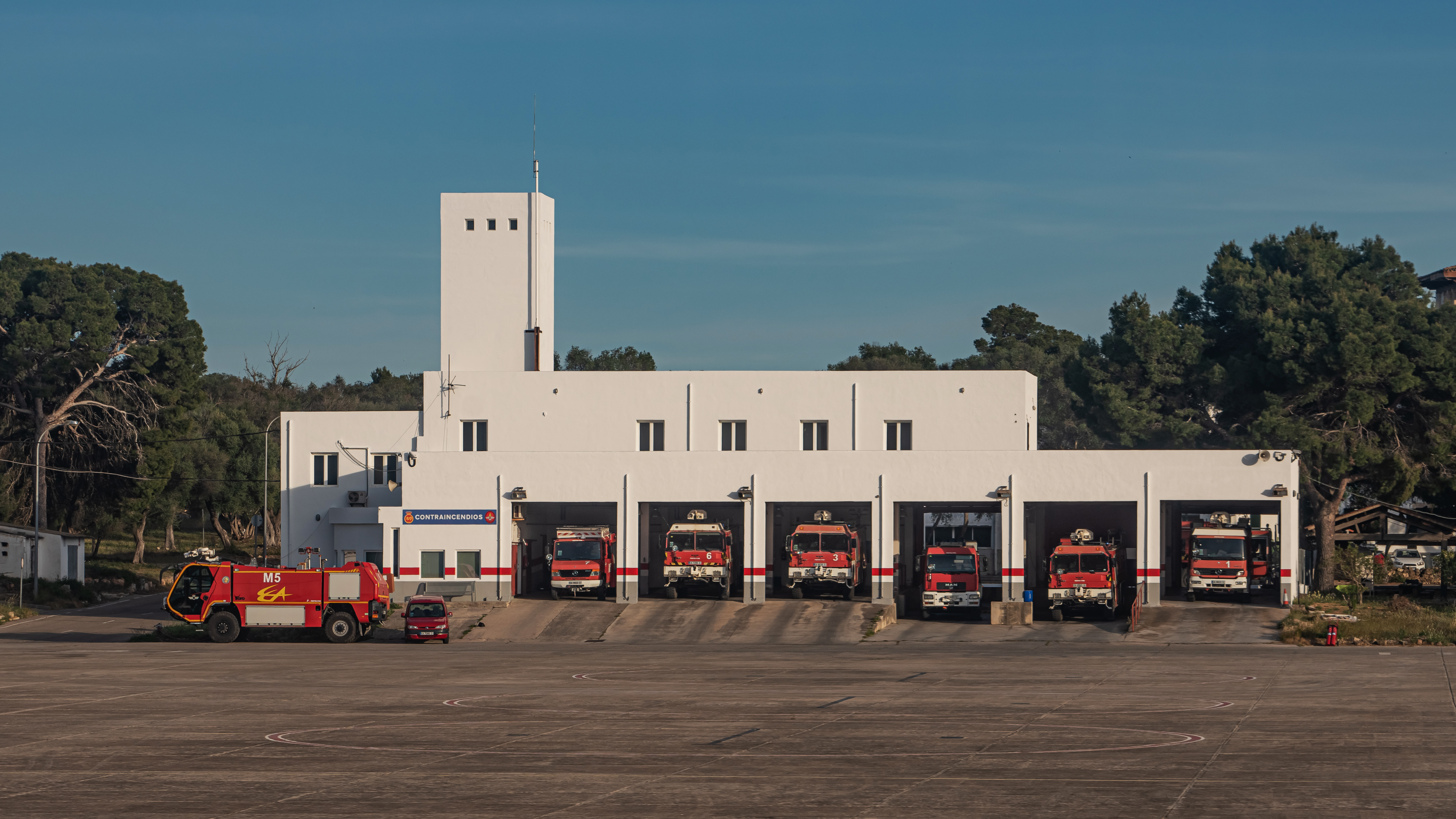
Flughafen-Feuerwache